# Liste Münchner Straßennamen/W

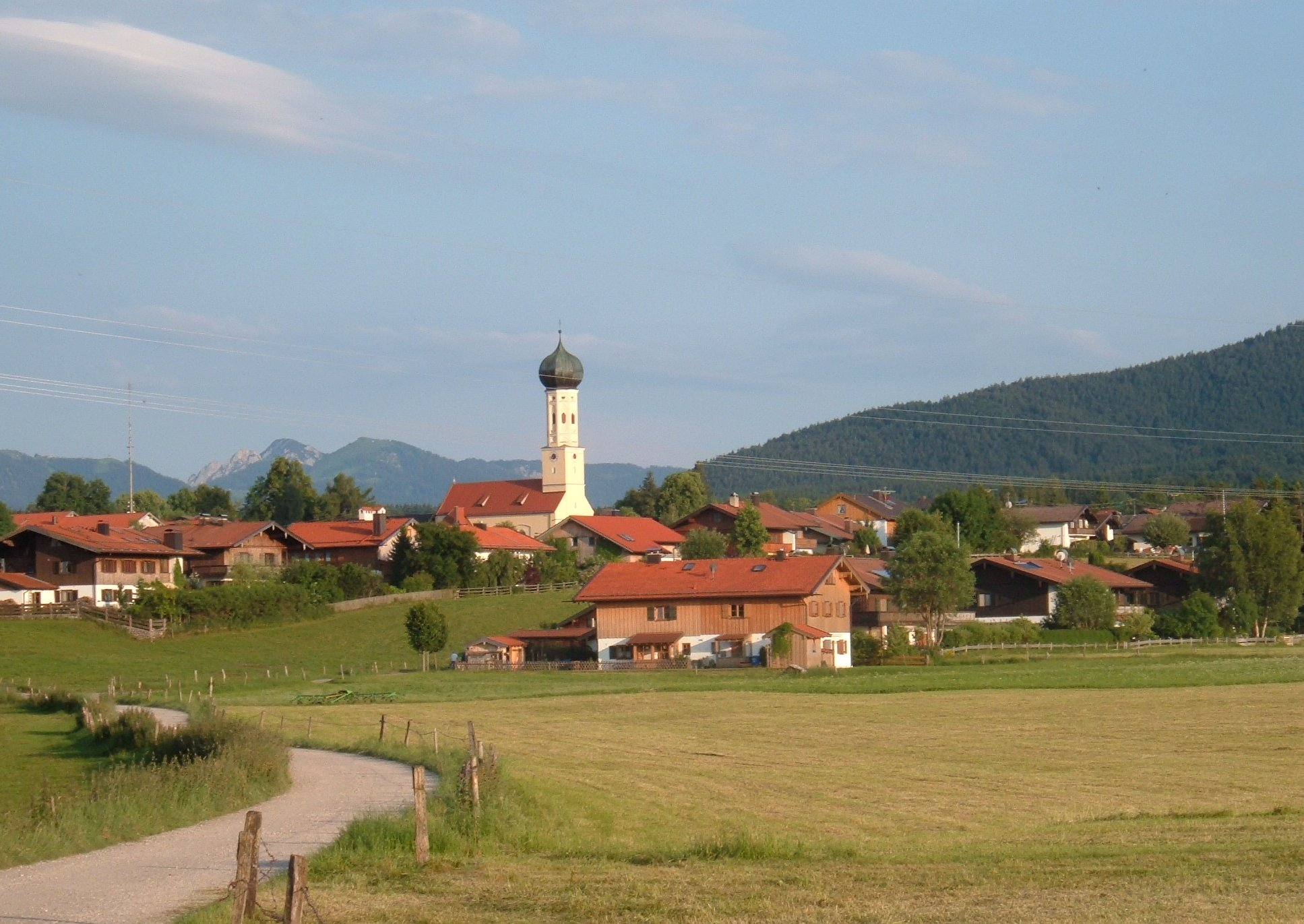
Waakirchen

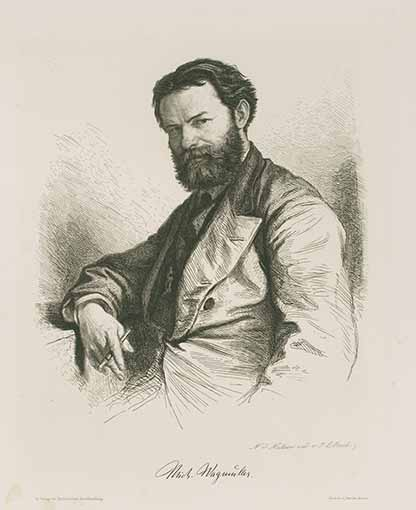
Michael Wagmüller

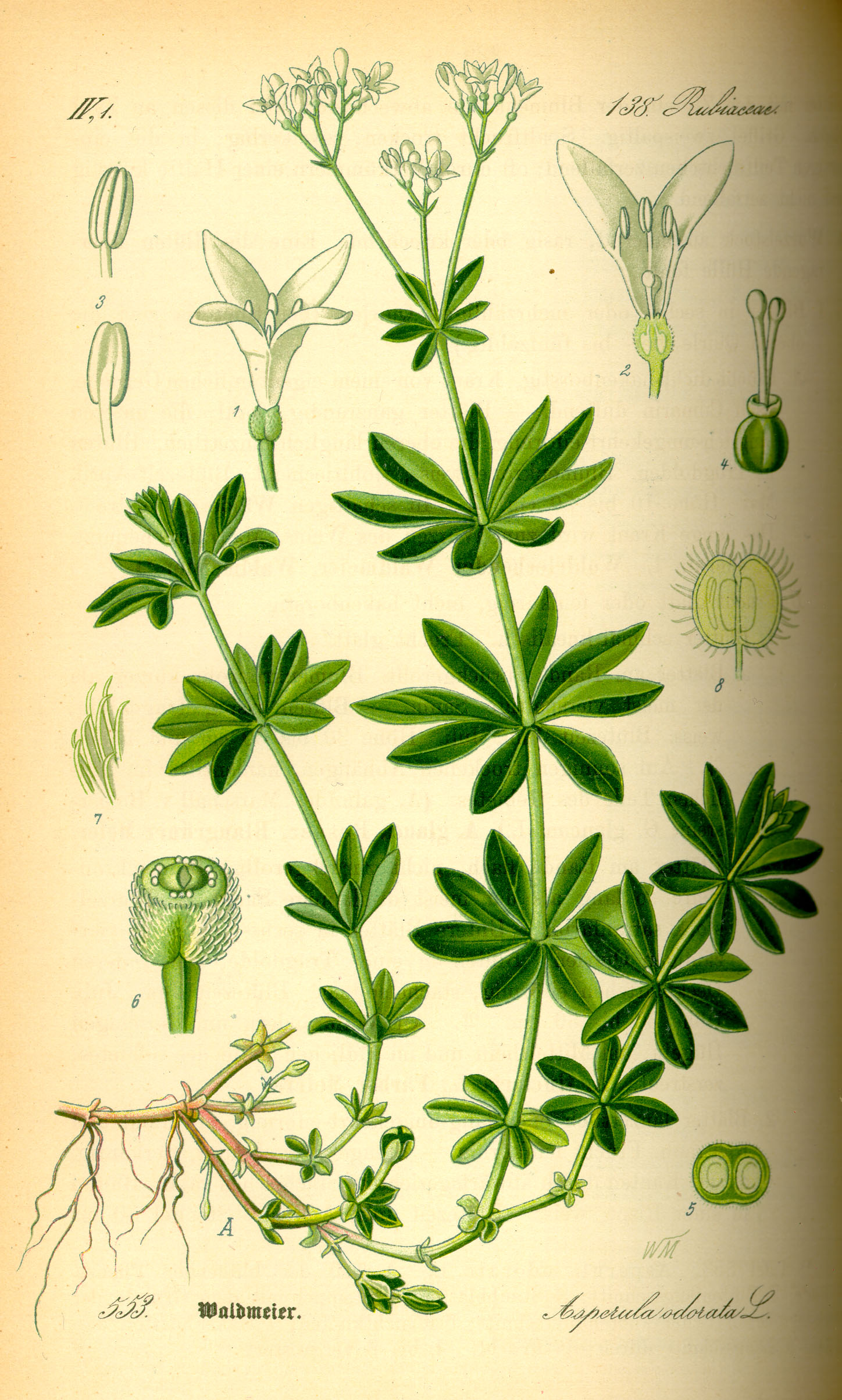
Waldmeister

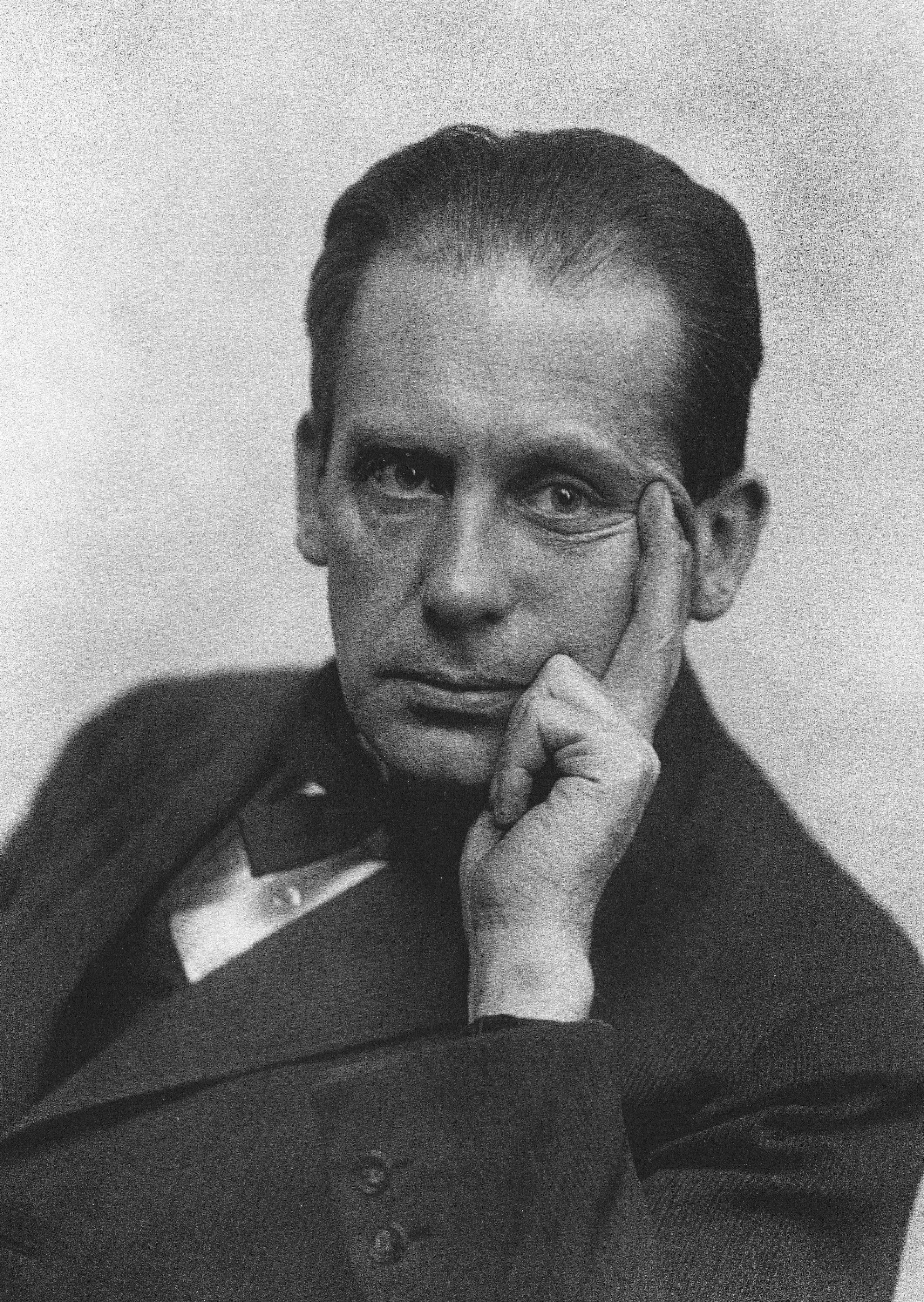
Walter Gropius

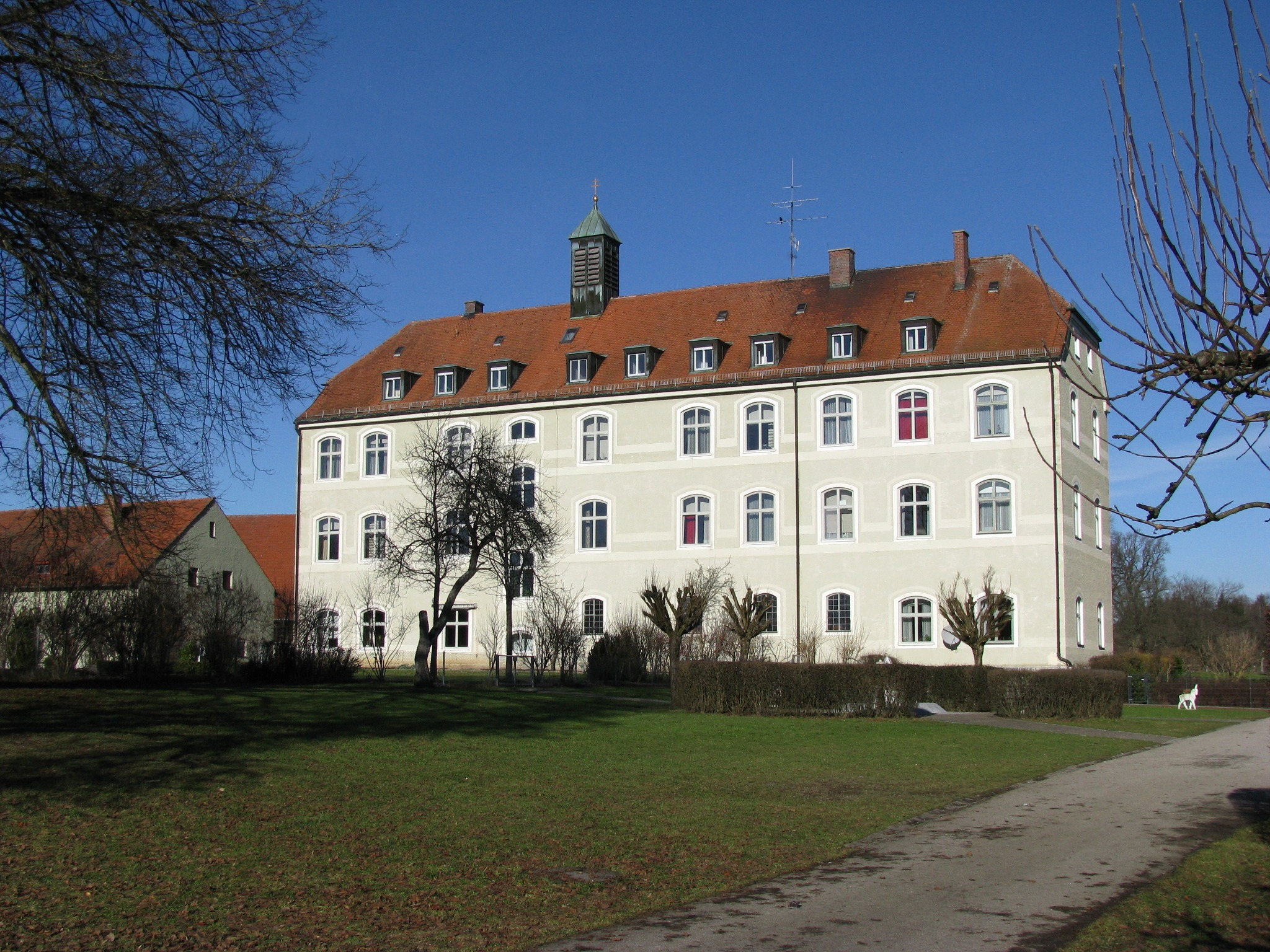
Gut Warnberg

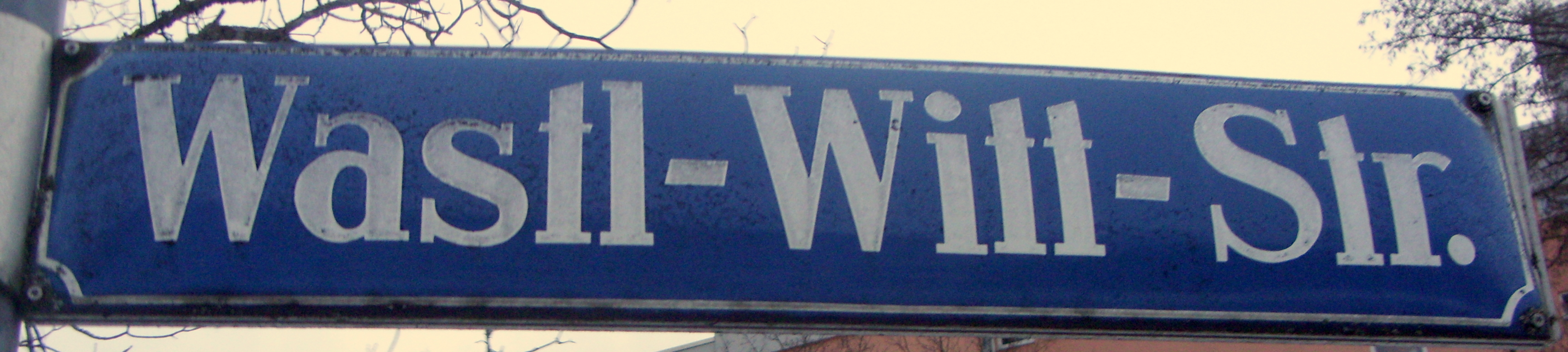
Wastl-Witt-Straße

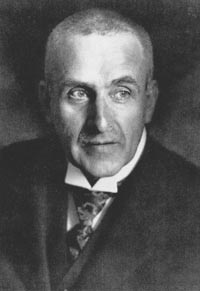
Frank Wedekind

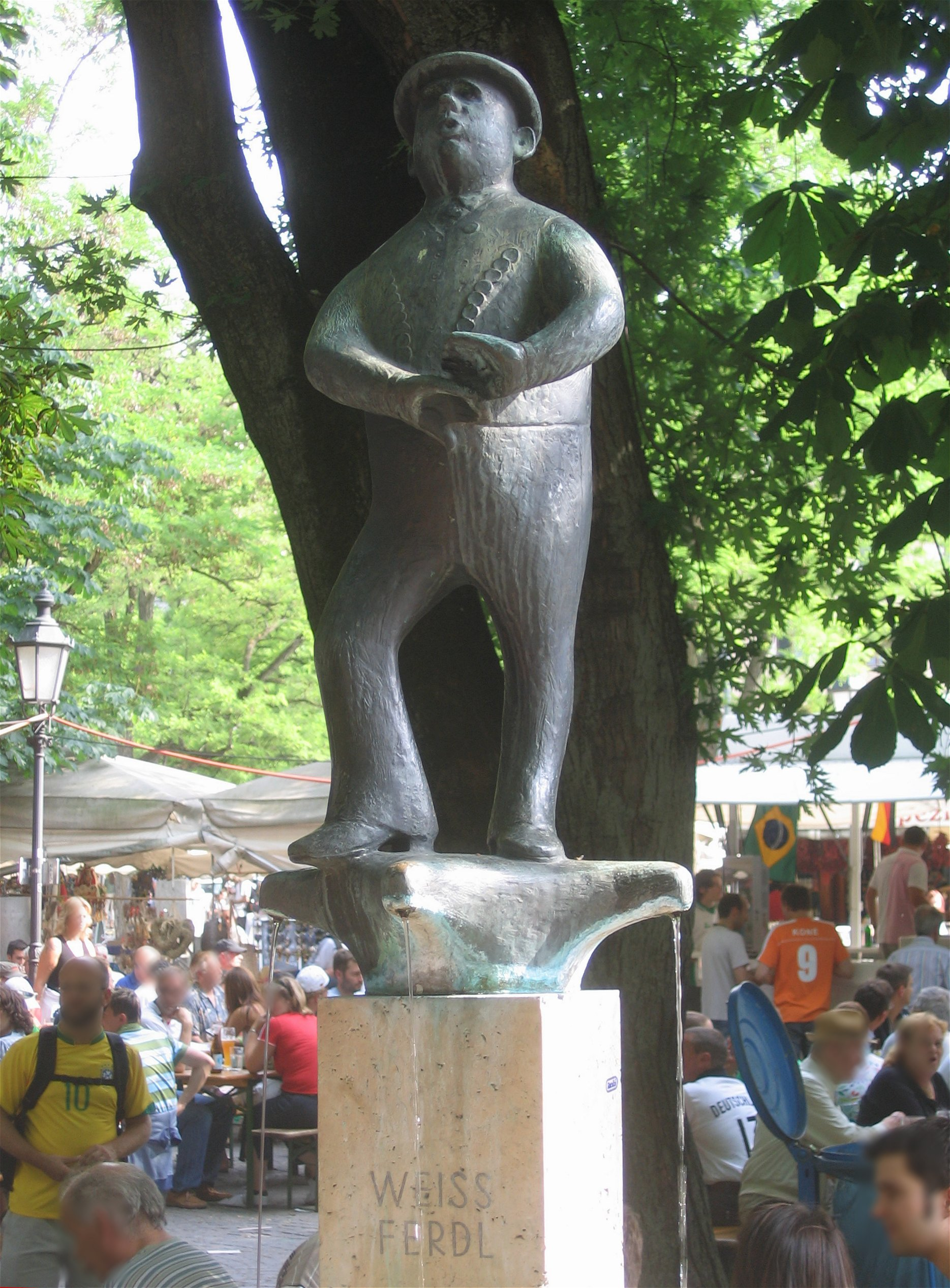
Weiß-Ferdl-Brunnen

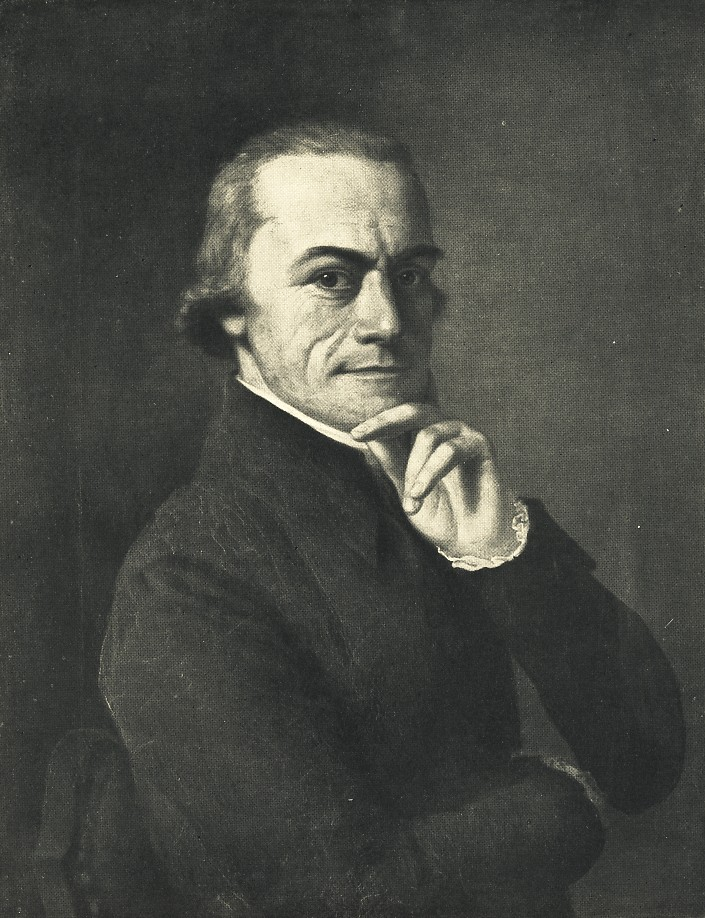
Lorenz Westenrieder

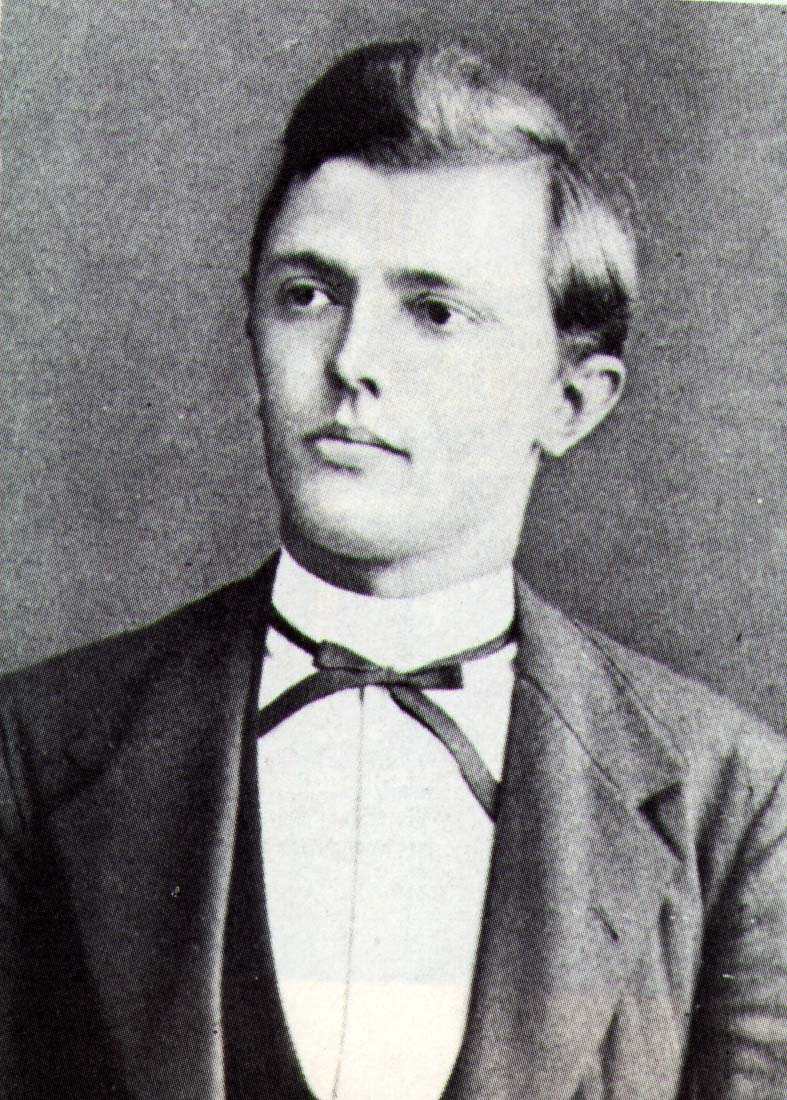
Wilhelm Dörpfeld

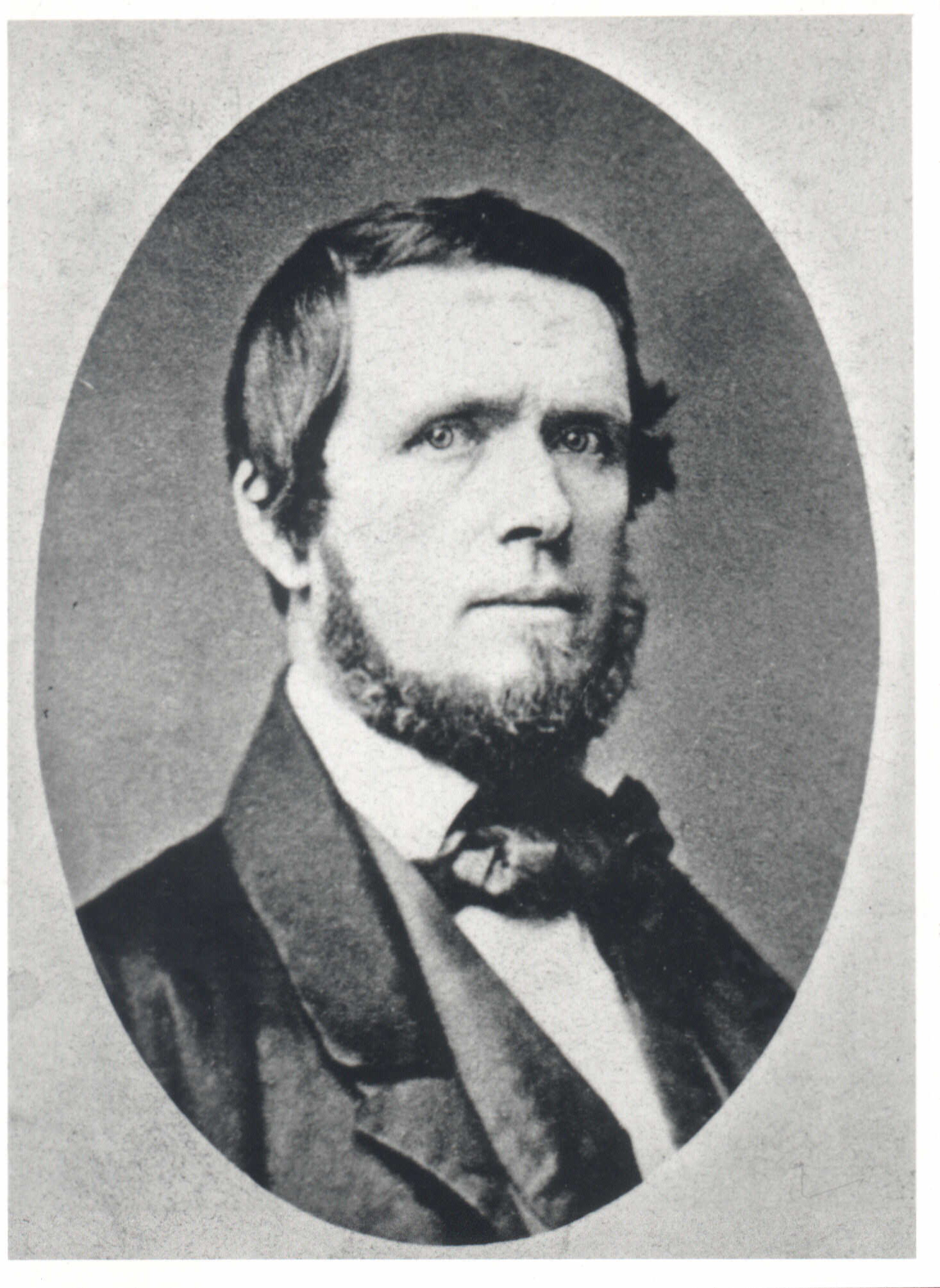
Wilhelm Weitling

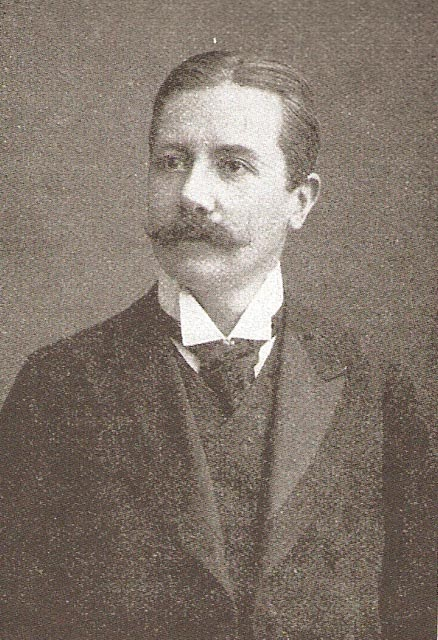
Willibald Gebhardt

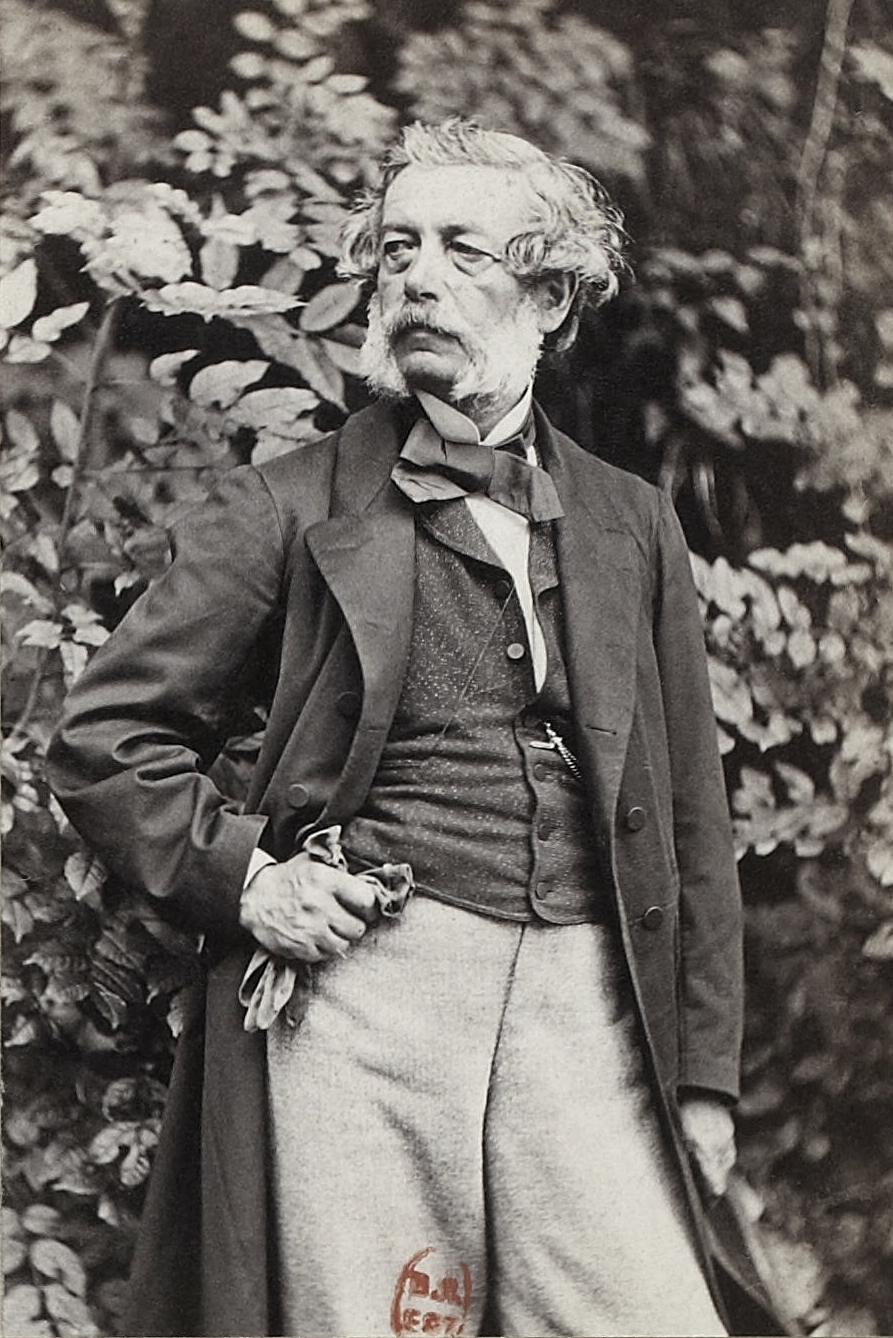
Franz Xaver Winterhalter

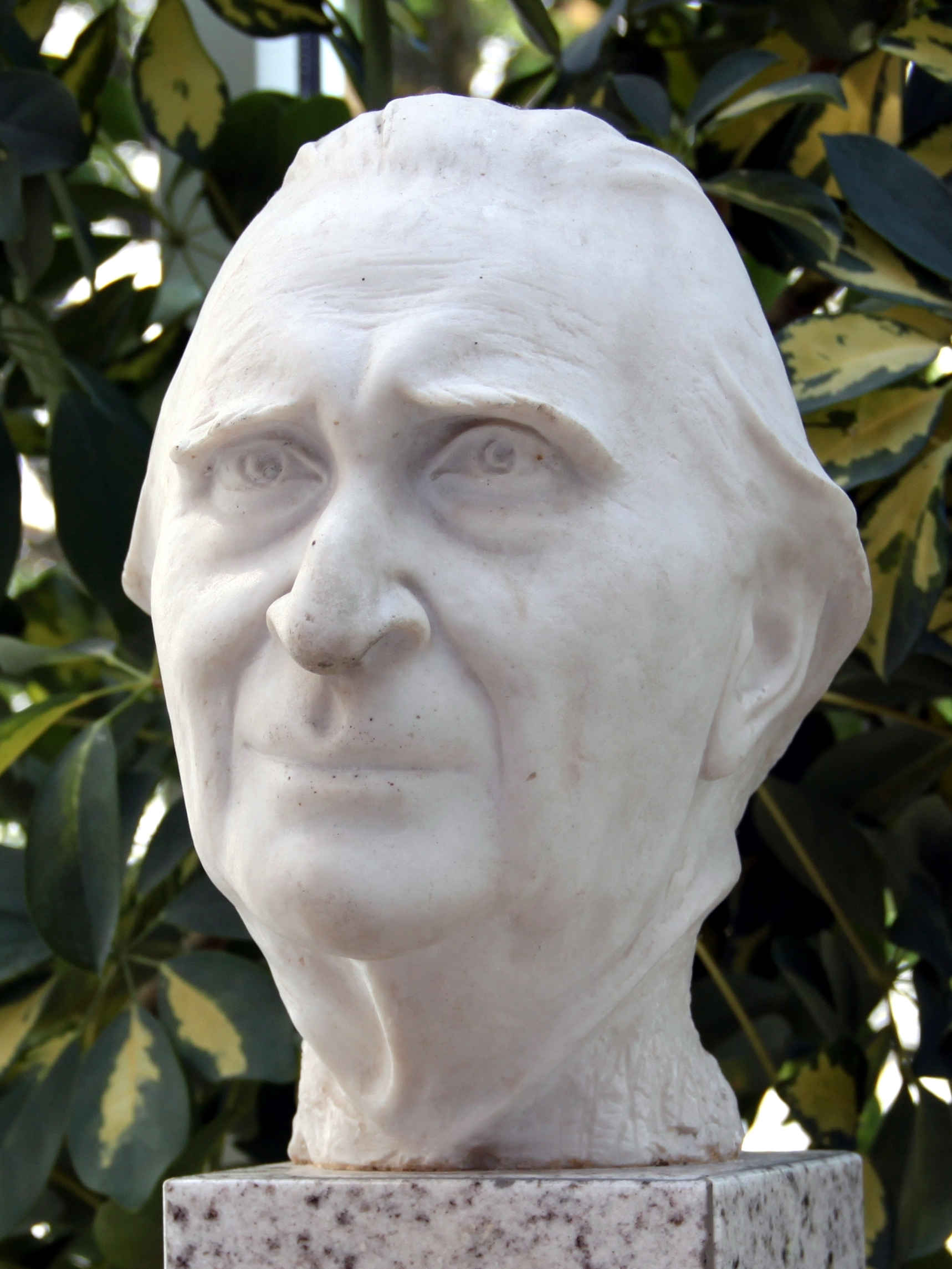
Ermanno Wolf-Ferrari

Die Liste Münchner Straßennamen listet Namen von Straßen und Plätzen der bayerischen Landeshauptstadt München auf und führt dabei auch die Bedeutungen und Umstände der Namensgebung an. Aktuell gültige Straßenbezeichnungen sind in Fettschrift angegeben, nach Umbenennung oder Überbauung nicht mehr gültige Bezeichnungen in Kursivschrift.
Aufgrund der großen Anzahl Münchner Straßennamen ist die Liste in alphabetisch sortierte Unterlisten aufgeteilt.
Waakirchner Straße, Obersendling
(1901) Waakirchen, oberbayerische Gemeinde
Wachenheimer Straße, Ramersdorf
(1935) Wachenheim an der Weinstraße, Stadt in Rheinland-Pfalz
Wacholderweg, Johanneskirchen
(1936) Wacholder, Pflanzengattung in der Unterfamilie Cupressoideae innerhalb der Familie der Zypressengewächse
Wachtelweg, Waldtrudering
(1933) Wachtel, Vogelart
Wachterstraße, Milbertshofen
(1937) Wachter, Münchner Handwerksfamilie um 1310
Wackenroderstraße, Waldperlach
(1931) Wilhelm Heinrich Wackenroder (1773–1798), deutscher Schriftsteller
Wackersberger Straße, Sendling
(1904) Wackersberg, oberbayerische Gemeinde
Wadlerstraße, Großhadern
(1957) Wadler, Münchner Kaufmannsfamilie; Burkhard Wadler stiftete 1318 die mit dem Brezenreiter verbundene Wadler-Spende
Waffenschmiedstraße, Englschalking
(1936) Der Waffenschmied, komische Oper von Albert Lortzing
Wagenbauerstraße, Steinhausen
(1899) Max Josef Wagenbauer (1775–1829), deutscher Maler und Lithograf
Wageneggerstraße, Ramersdorf
(1910) Johann Josef Benno Wagenegger (1726–1789), Geistlicher Rat und Hofkaplan in München, Gründungsmitglied der Bayerischen Akademie der Wissenschaften
Waginger Straße, Obergiesing
(1937) Waging a.See, Marktgemeinde im oberbayerischen Landkreis Traunstein
Wagmüllerstraße, Lehel
(1897) Michael Wagmüller (1839–1881), deutscher Bildhauer
Wagnerstraße, Schwabing
(1899) Wagnereien in dieser Straße lagen
Wagnerweg, Solln
1947 umbenannt in Ockertweg
Wagrainweg, Freimann
(1966) Wagrain, 991 erwähnte Siedlung in dieser Gegend
Wahnfriedallee, Bogenhausen
(1933) Haus Wahnfried, Richard Wagners Villa in Bayreuth
Waidachanger, Lochhausen
(1947) alter Flurname
Waidachwiesenweg, Lochhausen
(1952) alter Flurname
Waidbrucker Straße, Harlaching
(1929) Waidbruck, im unteren Eisacktal gelegene Gemeinde in Südtirol (Italien)
Waisenhausstraße, Neuhausen
(1903) Städtisches Waisenhaus, 1896–99 erbaut in dieser Straße
Walchenseeplatz, Obergiesing
(1906) Walchenseein den Bayerischen Voralpen
Walchstadter Straße, Sendling-Westpark
(1934) Walchstadt, Ortsteil der Gemeinde Wörthsee im oberbayerischen Landkreis Starnberg
Waldeckstraße, Untergiesing
(1899) Waldeck, altbayerisches Adelsgeschlecht
Walderbachweg, Nymphenburg
(1982) Walderbach, ehemalige Abtei der Zisterzienser in Walderbach im Landkreis Cham
Waldeslust, Großhadern
(1956) Flurname
Waldesruhe, Großhadern
(1947) nahegelegenes Waldgebiet
Waldfriedhofstraße, Sendling-Westpark
(1901) Waldfriedhof München
Waldgartenstraße, Großhadern
(1938)  nahegelegenes Waldgebiet
Waldheim, Großhadern
(1938) Waldheim, ehemalige Gaststätte
Waldheimplatz, Waldperlach
(1938) siehe vorstehend
Waldhornstraße, Obermenzing, Untermenzing, Moosach
(1947) Waldhorn, Blechblasinstrument aus Messing oder Goldmessing
Waldhüterstraße, Neuhadern
(1947) Waldhüter, ehemalige Berufsbezeichnung
Waldklausenweg, Großhadern
(1947) Waldklause, Bildstock oder kleine Kapelle in der Gegend
Waldmeisterstraße, Solln
1947 umbenannt in Rungestraße
Waldmeisterstraße, Lerchenau
(1938) Waldmeister, Pflanzenart aus der Gattung der Labkräuter
Waldmüllerstraße, Solln
(1947) Ferdinand Georg Waldmüller (1793–1865), österreichischer Maler. Zuvor hieß die Straße  Enzianstraße.
Waldmünchener Straße, Südgiesing
(1931) Waldmünchen, Stadt in der Oberpfalz
Waldperlacher Straße, Waldperlach
(1930) Waldperlach, Münchner Stadtviertel
Waldrebenstraße, Hasenbergl
(1945) Waldreben, auch Klematis genannt, Pflanzengattung innerhalb der Familie der Hahnenfußgewächse
Waldsassener Straße, Südgiesing
(1931) Waldsassen, Stadt in der Oberpfalz
Waldsaumstraße, Großhadern
(1938) Lage der Straße am Waldrand
Waldschmidtstraße, Harlaching
(1916) Maximilian Schmidt, genannt Waldschmidt (1832–1919), bayerischer Heimatschriftsteller
Waldschulstraße, Waldtrudering
(1933) dortige Schule, früher von Wald umgeben
Waldstraße, Berg am Laim
(1920) ehemalige Waldungen in diesem Gebiet
Waldtruderinger Straße, Waldtrudering
(1932) Waldtrudering, Münchner Stadtviertel
Waldvögeleinstraße, Lerchenau
(1947) Waldvöglein, Pflanzengattung in der Familie der Orchideen
Waldwiesenstraße, Neuhadern
(1947) Verlauf der Straße ehemals über Waldwiesen
Walhallastraße, Nymphenburg
(1901)
Walhall, in der nordischen Mythologie der Ruheort gefallener Kämpfer
Walhalla, Ruhmeshalle bei Regensburg
Wallbergstraße, Obergiesing
(2007) Wallberg im Mangfallgebirge in den Bayerischen Voralpen
Wallensteinplatz, Milbertshofen
(1931) Albrecht von Wallenstein (1583–1634), böhmischer Feldherr und Politiker
Wallensteinstraße, Milbertshofen
(1913) siehe vorstehend
Walliser Straße, Fürstenried
(1960) Wallis, Kanton im Südwesten der Schweiz
Wallmenichstraße, Mittersendling
(1955) Karl von Wallmenich (1854–1929), Oberstleutnant und Militärschriftsteller
Wallnerstraße, Freimann
(1957) Eduard Wallner (1872–1952), bayerischer Orts- und Flurnamenforscher
Wallstraße, Altstadt
(1829) Straßenverlauf auf der Fläche der einstigen Stadtbefestigung
Walpurgisstraße, Bogenhausen
(1906) Walpurgis (710–779/780), angelsächsische Benediktinerin und Äbtissin des Klosters Heidenheim, in der katholischen Kirche als Heilige verehrt
Walserstraße, Haidhausen
(1876) Johann Georg Walser (1807–1871), Stadtpfarrer und Schulinspektor in Haidhausen
Walsertalstraße, Fürstenried
(1935) Walsertal, Großes und Kleines Walsertal, Seitental des Walgaues, Vorarlberg, Österreich
Wälsungenstraße, Neuhausen
(1929) Wälsungen, sagenhaftes germanisches Geschlecht
Waltenbergerstraße, Allach-Untermenzing
(1954) Donat Waltenberger (1854–1940), Ziegeleibesitzer
Walter-Brecht-Straße, Aubing
(1955) Walther Brecht (1876–1950), deutscher Germanist und Literaturhistoriker
Walter-Flex-Straße, Moosach
(1927) Walter Flex (1887–1917), deutscher Schriftsteller und Lyriker
Walter-Gropius-Straße, Schwabing
(2001) Walter Gropius (1883–1969), Architekt
Walter-Heerde-Weg, Steinhausen
(1979) Walter Heerde (1891–1979), Schulrat und Heimatforscher
Walter-Hopf-Weg, Hadern
(1972) Walter Hopf (1911–1969), Stadtrat in München
Walter-Klingenbeck-Weg, Maxvorstadt
(1998) Walter Klingenbeck (1924–1943), Widerstandskämpfer gegen den Nationalsozialismus
Walter-Meckauer-Weg, Denning
(1984) Walter Meckauer (1889–1966), Schriftsteller
Walter-Otto-Straße, Untermenzing
(1947) Walter Otto (1878–1941), Historiker
Walter-Schnackenberg-Weg, Aubing
(1984) Walter Schnackenberg (1880–1961), Maler
Walter-Scott-Straße, Laim
(1959) Walter Scott (1771–1832), schottischer Schriftsteller
Walter-Sedlmayr-Platz, Feldmoching
(2000) Walter Sedlmayr (1926–1990), Volksschauspieler
Walter-von-Cube-Weg, Untermenzing
(1987) Walter von Cube (1906–1984), deutscher Journalist
Walther-Bathe-Weg, Milbertshofen
(1971) Walther Bathe (1892–1959), mehrfacher Weltrekordinhaber im Brustschwimmen, Olympiasieger
Walther-Meißner-Straße, Laim
(1983) Walther Meißner (1882–1974), deutscher Physiker
Waltherstraße, Ludwigsvorstadt
(1877) Philipp Franz von Walther (1782–1849), deutscher Chirurg und Augenarzt
Waltramstraße, Giesing
(1906) Waltram, Graf aus dem Geschlecht der Huosi, Stifter des Klosters Benediktbeuern
Wamslerstraße, Trudering
(1981) Friedrich Wamsler (1852–1913), Unternehmer und Gründer der Firma Wamsler
Wandletstraße, Schwabing
(1952) Wandlet, Name des Schwabinger Föhrenwaldes
Wangener Straße, Fürstenried
(1956) Wangen, Stadtteil der Stadt Starnberg
Wankstraße, Sendling-Westpark
(1934) Wank, Berg im Estergebirge bei Garmisch-Partenkirchen
Wardeinstraße, Kirchtrudering
(1963) Wardein, alte Berufsbezeichnung für einen Münzprüfer
Warnberg, Solln
(1938) Gut Warnberg, ehemaliger Gutshof, heute Kloster Marienanstalt Warnberg
Warnbergstraße, Solln
(1947) siehe vorstehend
Warngauer Straße, Obergiesing
(1904) Warngau, Gemeinde im oberbayerischen Landkreis Miesbach
Warschauer Straße, Moosach
(1925) Warschau, Hauptstadt Polens
Wartburgplatz, Schwabing
(1925) Wartburg, Burg in Thüringen, über der Stadt Eisenach am nordwestlichen Ende des Thüringer Waldes
Warthestraße, Englschalking
(1966) Warthe, rechter Nebenfluss der Oder
Warthof,
(1876) westlich von Harlaching
Warthofstraße, Obergiesing
(1910) Warthof, ehemaliges Hofgut in Giesing
Washingtonstraße, Neuhausen
(1932) George Washington (1732–1799), 1789 bis 1797 der erste Präsident der Vereinigten Staaten von Amerika
Waskestraße, Neuhausen
(1929) Waske, Name des Schwertes von Iring, Recke aus den germanischen Heldensagen
Wasserburger Landstraße, Trudering
(1932) Wasserburg am Inn, Stadt im oberbayerischen Landkreis Rosenheim
Wasserburger Straße
(bis 1955) heute Delpstraße
Wasserstrasse,
(1835)→Wasserstraße
Wasserstraße,
(1876)
Wasserturmstraße, Waldtrudering
(1933) früher Standort eines Wasserturmes
Wastelbauerstraße, Obermenzing
(1947) Wast(e)lbauer, alter Hausname
Wastl-Witt-Straße, Hadern
(1964) Wastl Witt (1882–1955), bayerischer Volksschauspieler
Waterbergstraße, Waldtrudering
(1933) Waterberg, Tafelberg in Namibia, ehemals deutsche Kolonie Deutsch-Südwestafrika
Waterloostraße, Forstenried
(1934) Waterloo, Gemeinde in Belgien etwa 15 Kilometer südlich von Brüssel, am 18. Juni 1815 Ort der Schlacht bei Waterloo
Watteaustraße, Solln
(1947) Antoine Watteau (1684–1721), französischer Maler. Zuvor hieß die Straße Saarlandstraße.
Wattplatz, Freiham
(1947) James Watt (1736–1819), schottischer Erfinder
Watzmannstraße, Obergiesing
(1877) Watzmann, zentraler Gebirgsstock der Berchtesgadener Alpen
Waxensteinstraße, Sendling-Westpark
(1934) Waxenstein, Gebirgsgruppe im nordwestlichen Wettersteingebirge
Weberstraße, Bogenhausen
(1897) Carl Maria von Weber (1786–1826), deutscher Komponist, Dirigent und Pianist
Weckerweg, Allach-Untermenzing
(1966) Mathias Wecker, Besitzer eines dortigen Anwesens
Weddigenstraße, Perlach
(1931) Otto Weddigen (1882–1915), deutscher Marineoffizier, zuletzt Kapitänleutnant sowie U-Boot-Kommandant
Wedekindplatz, Schwabing
(1959) Frank Wedekind (1864–1918), deutscher Schriftsteller
Wegenerstraße, Am Hart
(1938) Alfred Lothar Wegener (1880–1930), deutscher Meteorologe sowie Polar- und Geowissenschaftler
Wegscheider Straße, Südgiesing
(1931) Wegscheid, Marktgemeinde im niederbayerischen Landkreis Passau
Wehnerstraße, Pasing
(1947) Anton von Wehner (1850–1915), bayerischer Verwaltungsbeamter und Politiker
Wehrlestraße, Bogenhausen
(1955) Hermann Josef Wehrle (1899–1944), katholischer Priester und Widerstandskämpfer
Wehrsteg, Lehel
(?) Wehranlagen zur Wasserregulierung zwischen innerem und äußerem Isararm
Weichselbaumerstraße, Laim
(1932) Matthias Weichselbaumer († 1829), Schulkommissar in München und Direktor des Lehrerseminars
Weichselgartenstraße, Obersendling
(1928) alter Flurname
Weichselstraße, Englschalking
(1932) Weichsel, längster Fluss in Polen
Weidener Straße, Perlach
(1931) Weiden, Stadt in der Oberpfalz
Weidenstraße obere,
(1876)
Weidenstraße untere,
(1876)
Weidmannstraße, Moosach
(1921) Weidmann (Waidmann), alte Bezeichnung für einen Jäger
Weiglstraße, Neuhausen
(1901) Joseph Weigl (1766–1846), österreichischer Komponist und Dirigent
Weihenstephaner Straße, Berg am Laim
(1927) Weihenstephan, ehemalige Abtei der Benediktiner und früheres Säkularkanonikerstift in Freising/Bayern
Weiherweg, Moosach
(1953) Weiher entlang des Weges
Weilerstraße, Au
(1898) Weiler (Weyler) von Garatshausen#Geschichte, Münchner Patriziergeschlecht
Weilheimer Straße, Mittersendling
(1904) Weilheim, Kreisstadt des oberbayerischen Landkreises Weilheim-Schongau
Weimarer Straße, Freimann
(2013) Weimar, Stadt in Thüringen
Weinbauernstraße, Obergiesing
(1856) Zum Giesinger Weinbauern, ehemalige Gaststätte
Weinbergerstraße, Pasing
(1938) Georg Weinberger (1861–1932) Ökonomierat und Bürgermeister von Pasing
Weinbierlhof,
(1876)
Weingartnerstraße, Pasing
(1956) Felix Paul von Weingartner (1863–1942), österreichischer Dirigent, neuromantischer Komponist, Pianist und Schriftsteller
Weinschenkstraße, Obermenzing
(1947) Ernst Weinschenk (1865–1921), deutscher Mineraloge und Petrologe
Weinstrasse,
(1835)→Weinstraße
Weinstraße, Altstadt
(vor 1353) vermutlich nach den dort ansässigen Weinhändlern
Weisgerberstraße, Schwabing
(1928) Albert Weisgerber (1878–1915), deutscher Maler und Grafiker
Weishauptstraße, Moosach
(1947) Viktor Weißhaupt (1848–1905), deutscher Maler
Weiskopfstraße, Ramersdorf
(1908) Georg († 1895) und Maria († 1902) Weiskopf, wohltätige Stifter
Weiß-Ferdl-Straße, Laim
(1953) Weiß Ferdl, bürgerlicher Name Ferdinand Weisheitinger (1883–1949), bayerischer Volkssänger und Schauspieler
Weißdornstraße, Lerchenau
(1938) Weißdorn, Gattung von Sträuchern oder kleinen Bäumen der Kernobstgewächse innerhalb der Familie der Rosengewächse
Weißenböckstraße, Moosach
(1962) Weißenböck, alter Hof- und Familienname in Moosach
Weißenburger Platz, Haidhausen
(1897) Weißenburg, französische Gemeinde im Unterelsass
Weißenburger Straße, Haidhausen
(1872) siehe vorstehend
Weißenfelderplatz, Laim
(1932) Weißenfelder, Münchner Patrizierfamilie
Weißenfelderstraße, Laim
(1922) siehe vorstehend
Weißenhofweg, Schwabing
(2014) Weißenhofsiedlung, in Stuttgart 1927 vom Deutschen Werkbund unter der Leitung von Ludwig Mies van der Rohe von führenden Vertretern des Neuen Bauens errichtet
Weißenseestraße, Obergiesing
(1947) Weißensee, See und gleichnamiger Ortsteil der Stadt Füssen im Landkreis Ostallgäu in Bayern
Weißensteinstraße, Aubing
(1947) Schloss Weißenstein in Pommersfelden bei Bamberg
Weißkirchner Straße, Forstenried
(1935) Weißkirchen, serbische Kleinstadt im Bezirk Južni Banat der Vojvodina nahe der Grenze zu Rumänien
Weißpfennigweg, Berg am Laim
(1933) Weißpfennig, silberne Groschenmünze des Spätmittelalters
Weißtannenweg, Freimann
(1950) Weißtanne, europäische Nadelbaumart aus der Gattung Tannen
Weitestrasse,
(1835)→Weite Straße
Weite Gasse, Altstadt
1710 bis 1886, auch Jesuitengasse und Jesuitenpflaster, siehe unter dem heutigen Namen Ettstraße.
Weite Straße,
(1876)
Weitlstraße, Feldmoching-Hasenbergl
(1953) Georg Weitl (1859–1926), Oberlehrer in Feldmoching, Gründer mehrerer gemeinnütziger Vereine
Weizenfeldstraße, Schwabing
(1935) Johann Nepomuk von Weizenfeld, Hofkammerrat in München, Galeriedirektor
Welfenstraße, Au
(1898) Welfen, Hochadelsgeschlecht Europas
Wellenkampstraße, Hasenbergl
(1960) Jürgen Wellenkamp (1930–1956), Bergsteiger und Kletterer
Welschstraße, Daglfing
(1934) Anderl Welsch (1842–1906), deutscher Volkssänger und Unterhaltungskünstler
Welserstraße, Sendling-Westpark
(1907) Welser, Augsburger und Nürnberger Patrizierfamilie von Großkaufleuten
Welserweg, Solln
Benannt nach dem angrenzenden Welserhof der Sollner Bauernfamilie Welser. Wurde 1947 umbenannt in Lauweg.
Weltenburger Straße, Bogenhausen
(1925) Kloster Weltenburg in Weltenburg, Ortsteil von Kelheim an der Donau in Niederbayern
Weltistraße, Solln
(1955) Albert Welti (1862–1912), Schweizer Maler, wohnte mehrere Jahre in Solln
Welzenbachstraße, Moosach
(1934) Wilhelm „Willo“ Welzenbach (1899–1934), ein deutscher Bergsteiger
Wemdinger Straße, Ramersdorf
(1926) Wemding, Stadt im schwäbischen Landkreis Donau-Ries in Bayern
Wendelsteinstraße, Obergiesing
(1876) Wendelstein, Berg der Bayerischen Alpen im Mangfallgebirge
Wendl-Dietrich-Straße, Neuhausen
(1890) Wendelin Dieterlin (1532– um 1622), Kunstschreiner und Baumeister
Wengleinstraße, Solln
(1981) Joseph Wenglein (1845–1919), Münchner Maler
Weningstraße, Giesing
(1899) Michael Wening (1645–1718), Hofkupferstecher
Wensauerplatz, Pasing
(1945) Josef Wensauer (1809–1878), Arzt
Wenzelstraße, Am Hart
(1954) Wenzel von Böhmen (um 908–929 oder 935), böhmischer Fürst und Nationalheiliger
Werdenfelsstraße, Sendling-Westpark
(1904) Burg Werdenfels, Burgruine im oberbayerischen Landkreis Garmisch-Partenkirchen
Werinherstraße, Obergiesing
(1899) Werinher, vermutlich aus Augsburg stammender Kleriker, frühmittelhochdeutscher Dichter
Werkbundstraße, Schwabing
(2013) Deutscher Werkbund, Vereinigung von Künstlern, Architekten, Unternehmern und Sachverständigen
Werlingstraße, Solln
(1959) Josef Werling (1877–1953), Sollner Gemeinderat und Bezirksausschussmitglied
Werneckstraße, Schwabing
(1891) Reinhard Freiherr von Werneck (1757–1842), bayerischer Generalleutnant
Werner-Eckert-Straße, Riem
(1998) Werner Eckert (1936–1993), Mitglied des Münchner Stadtrats
Werner-Egk-Bogen, Freimann
(1985) Werner Egk (1901–1983; eigentlich Werner Joseph Mayer), deutscher Komponist
Werner-Finck-Weg, Neuperlach
(1981) Werner Finck (1902–1978), deutscher Kabarettist, Schauspieler und Schriftsteller
Werner-Friedmann-Bogen, Moosach
(1970) Werner Friedmann (1909–1969), deutscher Journalist
Werner-Heisenberg-Allee, Freimann
(1996) Werner Heisenberg (1901–1976), Atomphysiker und Philosoph
Werner-Seelenbinder-Weg, Milbertshofen
(1971) Werner Seelenbinder (1904–1944), deutscher Ringer, als Gegner des NS-Regimes im Zuchthaus Brandenburg-Görden hingerichtet
Werner-Schlierf-Straße, Obergiesing
(2011) Werner Schlierf (1936–2007), deutscher Schriftsteller
Wernerstraße, Daglfing
(1958) Heinrich Werner (1800–1833), deutscher Komponist

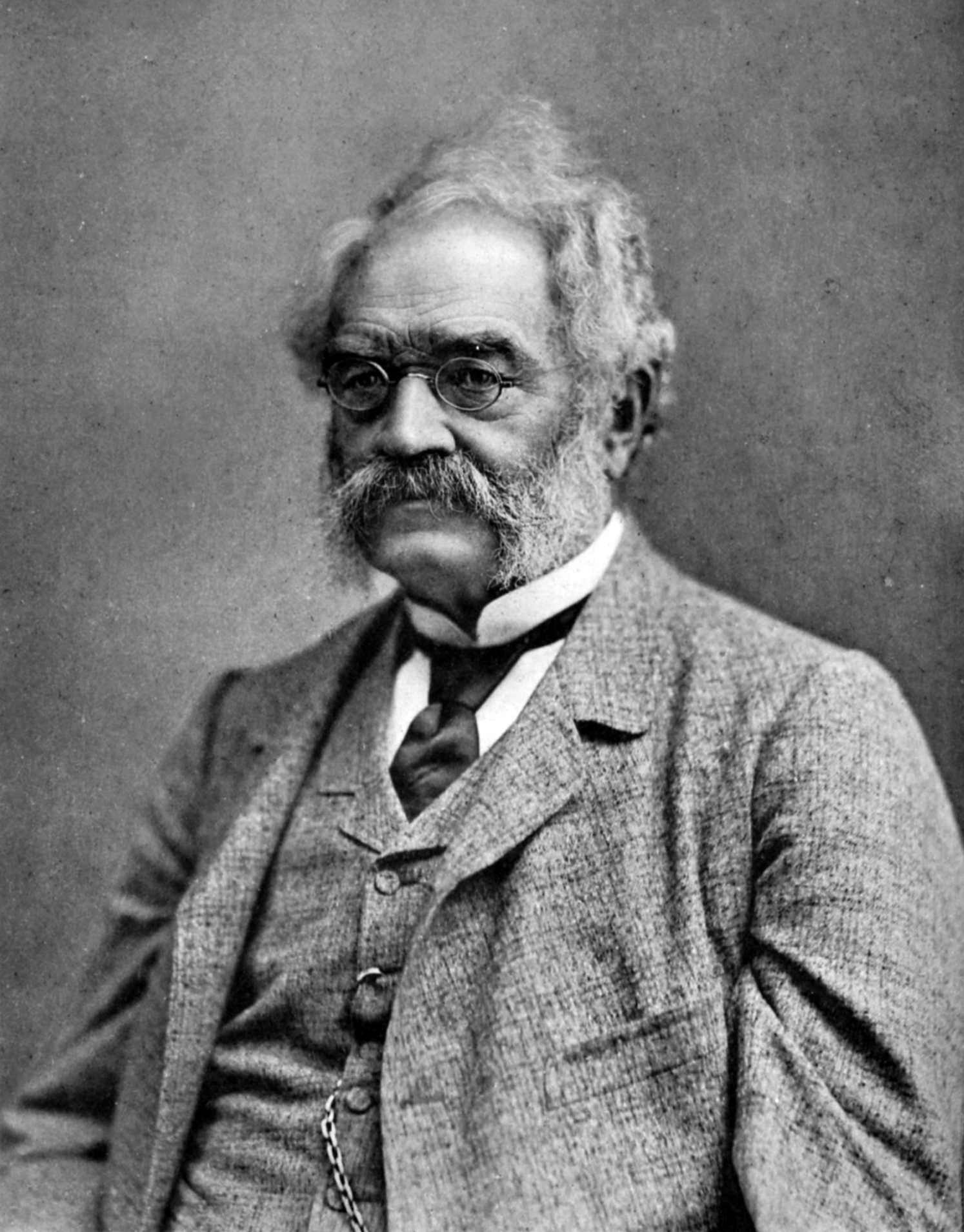
Werner von Siemens

Werner-von-Siemens-Straße, Maxvorstadt
(2016) Werner von Siemens (1816–1892), deutscher Erfinder und Industrieller
Wertachplatz, Neuhausen
(1967) Wertach, linker Zufluss des Lechs in Bayern
Wertheimer Straße, Aubing
(1947) Wertheim, Stadt in Baden-Württemberg
Wertherstraße, Schwabing-West
(1934) Werther, literarische Figur im Briefroman Die Leiden des jungen Werthers (1774) von Johann Wolfgang von Goethe
Wesendonkstraße, Oberföhring
(1960) Mathilde Wesendonck (1828–1902), deutsche Schriftstellerin
Weserstraße, Englschalking
(1932) Weser, deutscher Strom durch das norddeutsche Tiefland
Wesselystraße, Hasenbergl
(1967) Karl Wessely (1874–1953), deutscher Ophthalmologe
Weßlinger Straße, Laim
(1914) Weßling, Gemeinde im oberbayerischen Landkreis Starnberg
Wessobrunner Platz, Sendling-Westpark
(1904) Wessobrunn, Gemeinde im oberbayerischen Landkreis Weilheim-Schongau
Wessobrunner Straße, Sendling-Westpark
(1904) siehe vorstehend
Westendstraße, Schwanthalerhöhe, Laim, Sendling-Westpark
(1877) Straße führte zum Zeitpunkt der Benennung zum westlichen Ende der Stadt
Westenriederstraße, Altstadt
(1848) Lorenz von Westenrieder (1748–1829), bayerischer Geschichtsschreiber; frühere Namen: Gässel hinter den Mauern, An der Stadtmauer, Theater-Straße
Westerhamer Straße, Berg am Laim
(1929) Westerham, Name mehrerer Orte in Oberbayern
Westerholzstraße, Obermenzing
(1947) Westerholz, Name für einen Wald im früheren Menzing
Westerlandanger, Johanneskirchen
(1935) Westerland, Ortsteil der Gemeinde Sylt im Kreis Nordfriesland in Schleswig-Holstein und Hauptort der Nordseeinsel Sylt
Westermeierstraße, Kirchtrudering
(1932) Josef Westermeier (1854–1914), Bauer und Dorfschmied in Trudering
Westermühlstraße, Isarvorstadt
(1873) Westermühle, ehemalige Mühle, 1345 als Peckstainmühle entstanden
Westfalenstraße, Schwabing
(1937) Westfalen, nordöstlicher Landesteil Nordrhein-Westfalens
Westpreußenstraße, Englschalking
(1930) Westpreußen, ehemalige preußische Provinz beiderseits der unteren Weichsel mit der Hauptstadt Danzig
Wettersteinplatz, Giesing
(1906) Wetterstein, Gebirgsgruppe der Nördlichen Kalkalpen in den Ostalpen
Wettersteinstraße, Giesing
(1936) siehe vorstehend
Wetzelstraße, Solln
(1959) Franz Wetzel (1888–1956), Sollner Buchverleger
Weyarner Straße, Harlaching
(1932) Kloster Weyarn, ehemaliges Stift der Augustiner-Chorherren, heutiges Kloster des Deutschen Ordens in Weyarn in Bayern
Weyprechtstraße, Am Hart, Hasenbergl
(1945) Carl Weyprecht (1838–1881), Marineoffizier, Polarforscher und Geophysiker
Whistlerweg, Solln
(1947) James McNeill Whistler (1834–1903), US-amerikanischen Maler. Zuvor hieß die Straße Wilhelm-Bertsch-Straße/Edelweisstraße.
Wichernweg, Perlach
(1936) Johann Heinrich Wichern (1808–1881), deutscher Theologe, Sozialpädagoge, Gründer der Inneren Mission
Wichertstraße, Moosach
(1925) Ernst Wichert (1831–1902), deutscher Schriftsteller und Jurist
Wichnantstraße, Lochhausen
(1947) Wichnant von Lochhausen aus dem Adelsgeschlecht der Lochhauser
Wickenstraße, Hasenbergl
(1947) Wicken, Pflanzengattung in der Unterfamilie Schmetterlingsblütler
Widarkisstraße, Laim
(1955) Widarkis, Edelmann aus der frühen Pasinger Geschichte
Widdersteinstraße, Harlaching
(1921) Widderstein, Berg in Vorarlberg im westlichen Österreich
Widderstraße, Bogenhausen
(1910) Anton von Widder (1809–1893), deutscher Jurist
Widenmayerstraße, Lehel
(1896) Johannes von Widenmayer (1838–1893), Münchner Bürgermeister 1888–1893
Widmannstraße, Riem
(1937) Johann Widmann (1840–1907), Bürgermeister der ehemals selbständigen Gemeinde Dornach-Riem
Widweg, Obermenzing
(1962) alter Flurname
Wiebekingstraße, Allach-Untermenzing
(1947) Carl Friedrich von Wiebeking (1762–1842), deutscher Architekt, Wasserbau-Ingenieur und Landvermesser
Wiedehopfweg, Lochhausen
(1970) Wiedehopf, Art aus der Vogelfamilie der Wiedehopfe
Wiegandweg, Am Hart
(1938) Theodor Wiegand (1864–1936), deutscher Klassischer Archäologe
Wiener Platz, Haidhausen
(1891) Wien, Hauptstadt Österreichs
Wienerstraße äußere,
(1876)
Wienerstraße innere,
(1876)
Wienerstrasse,
(1835)→Wienerstraße
Wienerstraße,
(1879)
Wiesbachhornstraße, Gartenstadt Trudering
(1933) Großes Wiesbachhorn, Bergmassiv der Glocknergruppe in Österreich
Wiesbadener Straße, Aubing
(1961) Wiesbaden, Landeshauptstadt des deutschen Landes Hessen
Wiesengrund, Pasing
(1951) Lage der Straße an der Würm
Wiesenstraße, Moosach
(1913) Verlauf der Straße durch die Wiesen
Wiesenstraße, Solln
1947 umbenannt in Fröhlichstraße.
Wiesentfelser Straße, Aubing
(1947) Wiesentfels, Dorf in der Fränkischen Schweiz, gehört zur Stadt Hollfeld im Landkreis Bayreuth
Wiesenthauer Straße, Aubing
(1947) Wiesenthau, Gemeinde in der Nähe der Wiesent im oberfränkischen Landkreis Forchheim
Wieskirchstraße, Obergiesing
(1952) Wieskirche, prächtig ausgestattete Wallfahrtskirche im zur Gemeinde Steingaden gehörenden Ortsteil Wies im sogenannten bayerischen „Pfaffenwinkel“
Wieslocher Straße, Freimann
(1932) Wiesloch, Stadt im nördlichen Baden-Württemberg
Wiguläus-Hundt-Weg, Obermenzing
(1965) Wiguläus Hundt (1514–1588), bayerischer Rechtsgelehrter, Geschichtsschreiber
Wikingerstraße, Südgiesing
(1954) Wikinger, kriegerische, seefahrende Personengruppen aus meist nordischen Völkern des Nord- und Ostseeraumes
Wilbrechtstraße, Solln
(1927) Wilbrecht, Münchner Patrizierfamilie. Zuvor hieß die Straße Schwanenstraße.
Wildalpjochstraße, Berg am Laim
(1922) Wildalpjoch, Berg in den Bayerischen Alpen
Wildanger, Neuhadern
(1958) Wildanger, benachbartes Naturschutzgebiet
Wildenburgstraße, Aubing
(1985) Wildenburg, stauferzeitliche Burgruine im Odenwald im unterfränkischen Landkreis Miltenberg in Bayern
Wildenfelser Straße, Aubing
(1947) Wildenfels, Gemeindeteil von Simmelsdorf im Landkreis Nürnberger Land in Bayern
Wildenholzener Straße, Ramersdorf
(1959) Wildenholzen, Ort nördlich von Schloss Zinneberg bei Glonn/Oberbayern
Wildenrother Straße, Aubing
(1976) Wildenroth, Ortsteil von Grafrath im Landkreis Fürstenfeldbruck
Wildenwarter Straße, Berg am Laim
(1930) Wildenwart, Dorf in der Gemeinde Frasdorf im Chiemgau in Oberbayern
Wilderich-Lang-Straße, Neuhausen
(1898) Max Wilderich Lang († 1895), wohltätiger Stifter
Wildermuthstraße, Moosach
(1925) Ottilie Wildermuth (1817–1877), deutsche Schriftstellerin und Jugendbuchautorin
Wildrosenweg, Bogenhausen
(2002) Wildrosen, Pflanzenart
Wildtaubenweg, Neuhadern
(1947) Wildtauben, volkstümlicher Sammelname für frei lebende, nicht gezüchtete Tauben
Wilhelm-Busch-Straße, Solln
(1964) Wilhelm Busch (1832–1908), humoristischer Dichter und Zeichner
Wilhelm-Dieß-Weg, Englschalking
(1963) Wilhelm Dieß (1884–1957), deutscher Erzähler, Jurist und Theaterdirektor
Wilhelm-Dörpfeld-Weg, Milbertshofen
(1971) Wilhelm Dörpfeld (1853–1940), deutscher Archäologe
Wilhelm-Düll-Straße, Neuhausen
(1908) Wilhelm Düll (1845–1920), Vorstand des Messungsamtes München I
Wilhelm-Hale-Straße, Nymphenburg
(1930) William Bayard Hale (1869–1924), amerikanischer Journalist
Wilhelm-Hausenstein-Weg, Bogenhausen
(1966) Wilhelm Hausenstein (1882–1957), deutscher historischer Schriftsteller und Diplomat
Wilhelm-Herbert-Weg, Au
(19656) Wilhelm Herbert, Pseudonym für Wilhelm Mayer (1863–1925), Landgerichtspräsident und Schriftsteller
Wilhelm-Hertz-Straße, Schwabing
(1906) Wilhelm Hertz (1835–1902), deutscher Dichter und Germanist
Wilhelm-Hey-Straße, Pasing
(1947) Wilhelm Hey (1789–1854), deutscher Pfarrer, Lied- und Fabeldichter
Wilhelm-Hoegner-Straße, Neuperlach
(1981) Wilhelm Hoegner (1887–1980), Bayerischer Ministerpräsident
Wilhelm-Kuhnert-Straße, Untergiesing
(1958) Friedrich Wilhelm Kuhnert (1865–1926), Maler und Illustrator
Wilhelm-Leibl-Platz, Solln
(1947) Wilhelm Leibl (1844–1900), Maler und Illustrator Vorher hieß der Platz Pullacher Platz.
Wilhelm-Leibl-Straße, Solln
(1947) siehe vorstehend
Wilhelm-Mayr-Straße, Laim
(1947) Wilhelm Mayr, eine der 42 Münchner Geiseln im Dreißigjährigen Krieg
Wilhelm-Meister-Straße, Schwabing-West
(1934) Wilhelm Meister, Name des Titelhelden in mehreren Romanen von Johann Wolfgang von Goethe
Wilhelm-Ostwald-Straße, Schwabing
(1939) Wilhelm Ostwald (1853–1932), deutsch-baltischer Chemiker und Philosoph
Wilhelm-Raabe-Straße, Milbertshofen
(1924) Wilhelm Raabe (1831–1910), deutscher Schriftsteller
Wilhelm-Riehl-Straße, Laim
. (1925) Wilhelm Heinrich Riehl (1823–1897), deutscher Journalist, Novellist und Kulturhistoriker
Wilhelm-Tell-Straße, Steinhausen
(1926) Wilhelm Tell,  legendärer Schweizer Freiheitskämpfer
Wilhelm-Wagenfeld-Straße, Schwabing
(2001) Wilhelm Wagenfeld (1900–1990), deutscher Produktdesigner
Wilhelm-Weigand-Straße, Oberföhring
(1964) Wilhelm Weigand (1862–1949), deutscher Schriftsteller und Dichter
Wilhelm-Weitling-Straße, Großhadern
(1938) Wilhelm Weitling (1808–1871), deutscher Theoretiker des Kommunismus
Wilhelm-Zwölfer-Straße, Allach-Untermenzing
(1972) Wilhelm Zwölfer (1897–1967), Zoologe und Ökologe
Wilhelmshavener Straße, Moosach
(1936) Wilhelmshaven, deutsche Hafenstadt an der Nordsee
Wilhelmstraße, Schwabing
(1894) Wilhelm I. Friedrich Ludwig (1797–1888), ab 1871 erster Deutscher Kaiser
Wilhelmine-Reichard-Straße, Hasenbergl
(2012) Wilhelmine Reichard (1788–1848), erste Ballonfahrerin Deutschlands
Will-Dohm-Weg, Neuperlach
(1982) Will Dohm (1897–1948), deutscher Schauspieler
Willi-Daume-Platz, Milbertshofen
(1988) Willi Daume (1913–1996), Unternehmer und Sportfunktionär, Mitinitiator der Olympischen Spiele 1972 in München
Willi-Gebhardt-Ufer, Milbertshofen
(1971) Willibald Gebhardt (1861–1921), Naturforscher, Mitbegründer des IOC, Vorkämpfer für die olympische Idee in Deutschland. Früherer Bezeichnung: Melcherstraße
Willi-Graf-Straße, Freimann (nördlich), Schwabing (südlich)
(1963) Willi Graf (1918–1943), deutscher Angehöriger der katholischen Jugendbewegung und Mitglied der Widerstandsgruppe Weiße Rose
Willi-Wien-Straße, Allach-Untermenzing
(1947) Wilhelm Wien (1864–1928), Physiker und Nobelpreisträger
Willibaldplatz, Laim
(1947) Willibald (um 700–787), Missionar in Deutschland und erster Bischof von Eichstätt
Willibaldstraße, Hadern, Laim, Pasing
(1901) siehe vorstehend
Willinger Weg, Ramersdorf
(1935) Willing, Ortsteil der Stadt Bad Aibling, Landkreis Rosenheim, Bayern
Willroiderstraße, Harlaching
(1912) Ludwig Willroider (1845–1910), österreichischer Landschaftsmaler und Radierer
Willstätterstraße, Allach-Untermenzing
(1947) Richard Willstätter (1872–1942), deutscher Chemiker
Willy-Brandt-Allee, Riem
(1996) Willy Brandt (1913–1992), von 1969 bis 1974 Bundeskanzler der Bundesrepublik Deutschland
Willy-Brandt-Platz, Riem
(1996) siehe vorstehend
Wilramstraße, Ramersdorf
(1908) Wilram (vor 1010–1085), Mönch, Gelehrter und Abt im bayerischen Benediktinerkloster Ebersberg
Wiltrudenstraße, Schwabing
(1897) Wiltrud Marie Alix Prinzessin von Bayern (1884–1975), Tochter von König Ludwig III.
Wimbachtalstraße, Waldtrudering
(1949) Wimbachtal, Hochtal der Berchtesgadener Alpen
Wimmerstraße, Englschalking
(1931) Bonifaz Wimmer (1809–1887), bayerischer Benediktiner und Begründer des benediktinischen Mönchtums in den USA
Wimpfener Straße, Laim
(1912) Bad Wimpfen, Kurstadt am Neckar im Landkreis Heilbronn in Baden-Württemberg
Winckelmannweg, Am Hart
(1978) Johann Joachim Winckelmann (1717–1768), deutscher Archäologe, Bibliothekar, Antiquar und Kunstschriftsteller
Winckelstraße, Isarvorstadt
(1918) Franz von Winckel (1837–1911), deutscher Gynäkologe und Geburtshelfer
Windbauerstraße, Trudering
(1953) Windbauer, alter Familien- und Hausname in Trudering
Windeckstraße, Hadern
(1947) Windeck, Ruine einer Höhenburg auf dem Schlossberg in Weinheim im Rhein-Neckar-Kreis in Baden-Württemberg
Windelbandweg, Obermenzing
(1961) Wilhelm Windelband (1848–1915), deutscher Philosoph und Professor
Windenmacherstraße, Altstadt
(vor 1780) Windenmacher, Handwerkerzunft, die Winden herstellte
Windhuker Straße, Waldtrudering
(1933) Windhoek, Hauptstadt Namibias
Windröschenstraße, Lerchenau
(1947) Windröschen, Pflanzengattung in der Familie der Hahnenfußgewächse
Winfriedstraße, Nymphenburg
(1900) Winfried, Geburtsname des Bonifatius (um 673–754/55), frühmittelalterlicher Missionar
Winkelmooser Straße, Berg am Laim
(1934) Winklmoos-Alm, weitläufiges Almgebiet in den Chiemgauer Alpen auf dem Gebiet der oberbayerischen Gemeinde Reit im Winkl im Landkreis Traunstein
Winkstraße, Untersendling
(1930) Christian Wink (1738–1797), Maler und Radierer
Winlandstraße, Südgiesing
(1956) Winland, Bezeichnung der Wikinger für das Mündungsgebiet des St.-Lorenz-Stroms in Nordamerika
Winninger Straße, Perlach
(19300) Winning, alte Nachbarsiedlung von Perlach
Winsauerstraße, Forstenried
(1953) Oskar Winsauer (1872–1947), Stadtpfarrer und Schuldekan in Forstenried
Winterhalterstraße, Solln
(1947) Franz Xaver Winterhalter (1805–1873), Maler. Zuvor hieß die Straße Pasinger Weg.
Winternitzstraße, Perlach
(1931) Richard Winternitz (1861–1929), deutscher Maler
Wintersteinstraße, Hasenbergl
(1963) David und Heinrich Winterstein, Goldschmiede und Johann Georg Winterstein, Holzbildhauer
Winterstraße, Lehel/Englischer Garten
(1853) am Anfang des Englischen Gartens nahe Rumforddenkmal
Winterstraße, Untergiesing
(1897) Jahreszeit Winter
Winterthurer Straße, Fürstenried
(1960) Winterthur, Schweizer Stadt
Winthirplatz, Neuhausen
(1900) Winthir, englischer Wanderprediger, der im 8. oder 12. Jahrhundert die oberbayerische Region östlich der Würm, westlich der Isar christianisierte
Winthirstraße, Neuhausen
(1890) siehe vorstehend
Wintrichring, Moosach
(1959) Josef Marquart Wintrich (1891–1958), deutscher Bundesverfassungsgerichtspräsident
Winzererstraße, Maxvorstadt, Schwabing-West
(1891) Kaspar III. Winzerer (1465/75–1542), deutscher Pfleger und Lehnsherr zu Tölz sowie von Dürnstein
Wirtsbreite, Freimann
(1950) alter Flurname
Wirtshofweg, Lochhausen
(1966) Wirtshof, ehemalige Tafernwirtschaft in der Gegend
Wirtstraße, Obergiesing
(1856) Verlauf der Straße zur Wirtschaft Zum letzten Pfennig
Wißmannstraße, Englschalking
(1932) Hermann von Wißmann (1853–1905), deutscher Afrikaforscher, Offizier und Kolonialbeamter
Wittelsbacherbrücke, Isarvorstadt
(um 1888) Wittelsbacher, eines der ältesten deutschen Hochadelsgeschlechter
Wittelsbacherplatz, Maxvorstadt
(1827) siehe vorstehend
Wittelsbacherstraße, Isarvorstadt
(1888) siehe vorstehend
Wittenberger Straße, Moosach
(1989) Lutherstadt Wittenberg in Sachsen-Anhalt
Witzlebenstraße, Lerchenau
(1955) Erwin von Witzleben (1881–1944), deutscher Offizier, zuletzt Generalfeldmarschall und während des Zweiten Weltkrieges Armeeoberbefehlshaber und Widerstandskämpfer des 20. Juli 1944
Wöhlerstraße, Obermenzing
(1945) Friedrich Wöhler (1800–1882), deutscher Chemiker
Wölzlstraße, Daglfing
(1934) Gotthard Wölzl (1851–1932), Jurist und Mitglied des Deutschen Reichstags
Wörishofener Weg, Forstenried
bis 2000, danach Karl-Wieninger-Weg
Wörnbrunner Platz, Harlaching
(1945) Wörnbrunn, Forsthaus und Gaststätte im Grünwalder Forst
Wörnzhoferstraße, Pasing
(1938) Josef Wörnzhofer (1833–1912), Prälat und Ehrenbürger der Stadt Pasing
Wörthplatz,
(1876)
Wörthstraße, Haidhausen
(1872) Wörth, französische Gemeinde im Département Bas-Rhin
Woferlstraße, Ramersdorf
(1930) Woferlhof, altes Bauernwanwesen in Perlach
Wohlfartstraße, Freimann
(1932) Thomas Wohlfart (1855–1929), langjähriger Gemeindediener in Freimann
Wolf-Ferrari-Weg, Freimann
(1985) Ermanno Wolf-Ferrari (1876–1948), deutsch-italienischen Komponist
Wolfgang-Borchert-Weg, Johanneskirchen
(1983) Wolfgang Borchert (1921–1947), Schriftsteller
Wolfgang-Früchtl-Straße, Neuhausen
(1952) Wolfgang Früchtl (1870–1935), Gründer der Baugenossenschaft München-West der Eisenbahner München
Wolfgangstraße, Haidhausen
(1856) Kapelle St. Wolfgang (abgebrochen 1878)
Wolf-Huber-Weg, Ramersdorf
(1957) Wolf Huber (um 1485–1553), österreichisch-deutscher Maler, Zeichner und Baumeister der Renaissance
Wolfoltstraße, Hasenbergl
(1953) Wolfolt, Edelmann und Mühlenbesitzer in Feldmoching
Wolframstraße, Perlach
(1930) Wolfram, alte Perlacher Familie
Wolfratshauser Straße, Thalkirchen-Obersendling-Forstenried-Fürstenried-Solln
(1900) Wolfratshausen, Stadt im oberbayerischen Landkreis Bad Tölz-Wolfratshausen
Wolfratshauser Straße, Pullach
Die Fortsetzung der Wolfratshauser Straße mit neuer Nummerierung gehört zu Pullach, die Häuser 1, 3 und 5 liegen aber im Münchner Stadtgebiet.
Wolfsberger Straße, Aubing
(1947) Wolfsberg, Ortsteil der Gemeinde Obertrubach im oberfränkischen Landkreis Forchheim
Wolfskehlstraße, Englschalking
(1952) Karl Wolfskehl (1869–1948), deutscher Schriftsteller und Übersetzer
Wolfstraße,
(1876)
Wolgemutstraße, Untergiesing
(1963) Michael Wolgemut (1434–1519), Maler und ein Meister des Holzschnitts
Wolkensteinstraße, Harlaching
(1933) Wolkenstein, Burgruine im Grödner Tal in Südtirol
Wolkerweg, Neuhadern
(1970) Ludwig Wolker (1887–1955), deutscher römisch-katholischer Priester und eine führende Gestalt in der katholischen Jugendbewegung
Wollanistraße, Ramersdorf
(1908) Anna Wollani († 1907), wohltätige Stifterin
Wollnystraße, Allach-Untermenzing
(1947) Ewald Wollny (1846–1901), deutscher Agrarwissenschaftler
Wopfnerweg, Oberföhring
(1927) Joseph Wopfner (1843–1927), österreichischer Landschaftsmaler
Wormser Straße, Schwabing-West
(1914) Worms, Stadt im südöstlichen Rheinland-Pfalz am westlichen Rheinufer
Wotanstraße, Nymphenburg
(1898) Wotan, Hauptgott in der nordischen und kontinentalgermanischen Mythologie
Wredestraße, Maxvorstadt
(1890) Carl Philipp Fürst von Wrede (1767–1838), bayerischer Generalfeldmarschall und Diplomat
Wünscherstraße, Freimann
(1932) Arthur Wünscher (1868–1957), Reichsbahndirektor
Würmhölzlstraße, Feldmoching
(1955) alter Flurname
Würmseeplatz, Forstenried
(1919) Würmsee, frühere Bezeichnung des Starnberger Sees in Oberbayern
Würmseestraße, Forstenried
(1919) siehe vorstehend
Würmstraße, Moosach
(1935) Würm, Nebenfluss der Amper bei Dachau, Abfluss des Starnberger Sees, Bayern
Würmtalstraße, Sendling-Westpark, Hadern
(1938) Würmtal, Region im Südwesten Münchens an der Würm von Mühltal bis Lochham
Würzburger Straße, Sendling-Westpark
(1925) Würzburg, Stadt und Sitz der Regierung von Unterfranken
Wugg-Retzer-Straße, Schwanthalerhöhe
(2002) Wugg Retzer (1905–1984), deutscher Journalist und Schriftsteller
Wunderhornstraße, Harlaching
(1928) Des Knaben Wunderhorn, Liedersammlung von Clemens Brentano und Achim von Arnim von 1805 bis 1808 in drei Bänden
Wunderlichstraße, Pasing
(1954) Adam Wunderlich, Lehrer und Gemeindeschreiber in Pasing
Wundtstraße, Am Hart
(1927) Wilhelm Wundt (1832–1920), deutscher Physiologe, Psychologe und Philosoph
Wurzerstraße, Altstadt
(vor 1826) Wurzertor, Stadttor der zweiten Stadtmauer des mittelalterlichen Münchens
Wurzgartenweg, Freimann
(1950) alter Flurname
Würzstraße, Sendling
(1954) Joseph Würz (1863–1935), Metzgermeister und Geheimer Landesgewerberat, 1909–1933 Gemeindebevollmächtigter und Stadtrat in München
Wüstensteiner Straße, Aubing
(1947) Wüstenstein, Ortsteil der Gemeinde Wiesenttal im oberfränkischen Landkreis Forchheim